# 克劳德·伊萨里
克劳德·罗伯特·伊萨里（英語：Claude Robert Eatherly，1918年10月2日—1978年7月1日），前美军飞行员，主要服役于二次世界大战期间，所参加的最著名战役为广岛市原子弹爆炸事件，所承担的任务为驾驶同花顺号轰炸机对广岛进行天气观测，辅助投弹飞机完成任务。晚年对年轻时在战争中所犯罪行表示忏悔，并积极参与反核運動。

## 早年经历
克劳德·伊萨里出生于得克萨斯州的范阿爾斯泰恩，位于达拉斯东北方向约五十英里，父亲詹姆斯·E·「巴德」·伊萨里（James E. "Bud" Eatherly）和母亲艾德娜·贝尔·乔治（Edna Bell George）均为农民。
17岁时克劳德·伊萨里从北得克萨斯州立师范学院（今北德克薩斯大學）退学，1940年12月加入美国陆军航空兵团，在轰炸机学院学习，后于1941年8月成为少尉。

## 广岛任务
参与此次作战时，克劳德·伊萨里服役于第509混合飞行大队的第393轰炸中队，经历10个月的训练后，驾驶七架B-29型轰炸机中的同花顺号。1945年8月6日上午1:37，伊萨里驾机艾诺拉·盖号轰炸机提前约一个小时离开了天宁岛的军事基地，飞越广岛，执行天气观测任务。向指挥人员回报目标天气状况良好后，伊萨里驾驶同花顺号返航，当原爆发生时，该机离原爆點超过300英里（480千米）。

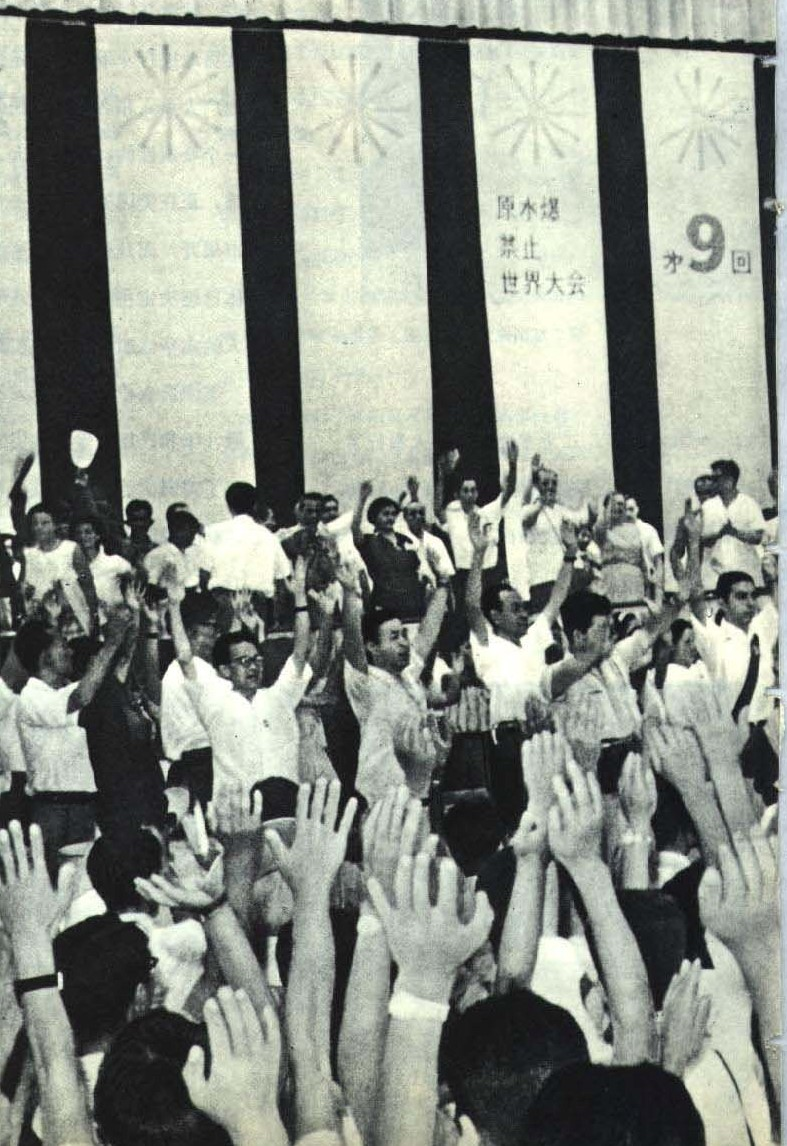
禁止原子弹氢弹世界大会（日本广岛）

## 战后生活
克劳德·伊萨里在战争结束两年后被诊断为「严重的神经症和负罪感」，并因此而退伍，在1950年代末期，他曾酗酒并多次在精神病院就诊，多次因小偷小摸被捕。在此期间，他曾做过一份石油产品销售员的工作。
克劳德·伊萨里在精神病院中被关在「Ward 10」区域，这里大多数患者都是狂躁的疯子，甚至许多人不记得自己的名字，唯一能和他交流的人是医院的看守。住院期间，他曾写信给日本报纸向受害者道歉，并与禁止原子弹氢弹世界大会建立了联系。他还长期与犹太裔哲学家君特·安德斯保持通信。
他的一位亲戚称，「他从未从原爆中走出来」，根据他生前的自述及他的哥哥詹姆斯·伊萨里的说法，他经常做关于原爆的噩梦，梦见现场的惨烈画面以及被害者向他发出的质问。1960年代，克劳德·伊萨里开始参与反核活动，谴责核武器的使用，在裁军运动的组织中被尊为英雄，曾与帕布罗·卡萨尔斯共同参与反核示威。
晚年，克劳德·伊萨里因癌症而切除了喉部，并接受了长时间的化疗，1978年7月1日，病逝于休斯敦退伍军人医院（Veterans Hospital），享年59岁。7月5日，安葬于休斯顿国家公墓。

## 评价

### 正面
伯特兰·罗素和罗伯特·容克在克劳德·伊萨里与君特·安德斯的通信集公开出版时为其作序，罗素在序言中称，「很难相信说他疯了的医生能够相信自己的说法，他之所以受到惩罚，完全是因为他为自己比较无辜地参与了一次大规模屠杀而悔改。」罗素还认为，他目前的手段或许不明智，但他的动机是唤醒人们的良心。
罗伯特·容克称，克劳德·伊萨里「没有试图抛开或消除他参与释放的恐怖，而是对此负有内疚感，当其他人都在沉默和服从，他在向上苍哭泣」。
《人民日报海外版》主编袁先禄在《人民日报》正刊上撰文表示：克劳德·伊萨里患有精神病不过是美国「资产阶级精神分析学家」的污蔑，是为了掩盖美国政府对伊萨里的迫害。美国的资本主义制度毫无良心，对美国的军政首脑而言，为了利益杀死成千上万的人是不必问心有亏的，他们对士兵的要求就是成为一台没有自己思想的杀人机器，但伊萨里却「诉诸自己的良心」出来反对他们。美国的资本主义制度是导致伊萨里悲剧的根源。

### 负面
执行投弹任务的飞行员保罗·蒂贝茨称：他不明白伊萨里为甚麽对原爆负有愧疚感，因为原子弹投下的时候他早就已经回到基地了，「伊萨里说那颗炸弹在许多不眠之夜困扰着他，但其实伊萨里根本没有看到它的爆炸」。在战争责任问题上，保罗·蒂贝茨也与克劳德·伊萨里持相反的观点。
《广岛飞行员》（The Hiroshima Pilot）一书的作者威廉·布拉德福德·惠认为：克劳德·伊萨里战后的一系列举动，不过是在装疯卖傻，原因是他认为自己没有得到英雄般的待遇。而且他还谎称自己获得了傑出飛行十字勳章。但此说法得到了克劳德·伊萨里的哥哥詹姆斯·伊萨里的反驳，他称曾经亲眼看到克劳德·伊萨里的那枚勋章。

## 扩展阅读
- Huie, William Bradford. . New York, New York: G.P. Putnams Sons. 1964.
- Klinkowitz, Jerome. . Jackson, Mississippi: University Press of Mississippi. 2004. ISBN 978-1578066520.
- Wilson, Edmund. . New York, New York: Signet (paperback). 1964. ISBN 978-0451024756.
- Ronnie Dugger, Dark Star: Hiroshima Reconsidered in the Life of Claude Eatherly of Lincoln Park, Texas (1967)
- Marc Durin-Valois, La dernière nuit de Claude Eatherly (Plon publisher 2012)
- Maurizio Chierici, The Man from Hiroshima essay from an interview with Eatherly
- Marie Luise Kaschnitz, 'Hiroshima' (German poem about the Hiroshima pilot)
- What happens to a driver that kills 100,000 people? Oakland, T., 1962
- Having destroyed Hiroshima, Correspondence Claude Eatherly, the Hiroshima pilot, with Gunther Anders. Preface by Bertrand Russell and Robert Jungk. Robert Lafont, 1962.